# 奇格尼克潟湖 (阿拉斯加州)
奇格尼克潟湖（英語：Chignik Lagoon）是位於美國阿拉斯加州湖泊-半島自治市鎮的一個非建制地區和人口普查指定地區。根據2010年美國人口普查，該地人口為78人，而該地的面積約為33.90平方千米。

## 地理
奇格尼克潟湖的座標為56°18′27″N 158°32′06″W / 56.30750°N 158.53500°W，而該地的平均海拔高度為8米（即27英尺）。